# Падюков Альберт Володимирович
Альбе́рт Володи́мирович Падюко́в (1 березня 1971, Клячаново — 16 серпня 2014, Металіст) — український військовик, солдат Збройних сил України. Кавалер ордена «За мужність» ІІІ ступеня.

## Короткий життєпис
Народився 1971 року в селі Клячаново (або Комсомольськ-на-Печорі — Республіка Комі — а в трирічному віці переїхала сім'я в Закарпатську область). Навчався в Мукачівській школі-інтернаті. Навчався в Миргородському керамічному технікумі. Працював в школі-інтернаті Мукачева викладачем живопису, архітектури та ліпки. 1997 року переїхав до Києва, де одружився; жили на Лісовому масиві. У вільний час добре малював.
Активіст Революції гідності, член ПП «Удар», Народної ради Деснянського району. Зазнав трьох ножових поранень від «тітушок».
В часі війни — доброволець, солдат, 24-й батальйон територіальної оборони «Айдар».
16 серпня 2014-го загинув у боях під Металістом.
Вдома лишилась дружина Ольга, син Артур 2000 р.н. Похований у селі Клячаново 20 серпня 2014-го.

## Нагороди та вшанування
За особисту мужність і героїзм, виявлені у захисті державного суверенітету та територіальної цілісності України, вірність військовій присязі під час російсько-української війни, відзначений — нагороджений
- 27 червня 2015 року — орденом «За мужність» III ступеня.
- Вшановується 19 серпня на щоденному ранковому церемоніалі вшанування українських захисників, які загинули цього дня у різні роки внаслідок російської збройної агресії[1]
- Його портрет розміщений на меморіалі «Стіна пам'яті полеглих за Україну» у Києві: секція 2, ряд 8, місце 28.
- Наказом № 804 Міністра Оборони України від 15 грудня 2014 року нагороджений нагрудним знаком «За зразкову службу» (посмертно).
- недержавним орденом «За вірність присязі» (посмертно).
- індивідуальний знак № 330 "Бійцю батальйона «Айдар» (травень 2015; посмертно)
- недержавна медаль «За хоробрість в бою» (2018; посмертно)
- В честь Альберта Падюкова названа вулиця в селі Клячаново.